# 1-cloropentano
El 1-cloropentano, también llamado cloruro de pentilo y cloruro de amilo, es un compuesto orgánico de fórmula molecular C5H11Cl. Es un haloalcano lineal de cinco carbonos con un átomo de cloro unido a uno de los carbonos terminales.

## Propiedades físicas y químicas
A temperatura ambiente, el 1-cloropentano es un líquido incoloro o amarillo pálido de olor dulce.
Tiene su punto de ebullición a 108 °C mientras que su punto de fusión es de -99 °C.
Posee una densidad inferior a la del agua (ρ = 0,880 g/cm³) y en estado gaseoso es 3,67 veces más denso que el aire. Su viscosidad a 20 °C es de 0,59 cP, inferior a la del agua y similar a la del benceno.
El valor del logaritmo de su coeficiente de reparto, logP = 2,73, indica que es más soluble en disolventes apolares —como benceno, tetracloruro de carbono y cloroformo— que en disolventes polares.
Su solubilidad en agua es de sólo 197 mg/L, siendo miscible en etanol y éter etílico.
En cuanto a su reactividad, el 1-cloropentano es incompatible con agentes oxidantes fuertes así como con bases fuertes.

## Síntesis
El 1-cloropentano se obtiene por reacción de 1-pentanol con ácido clorhídrico en presencia de cloruro de zinc anhidro. En vez de cloruro de zinc puede usarse cloruro de tionilo en piridina, elevando lentamente la temperatura de los reactivos desde -10 °C a 104 °C.
Asimismo puede síntetizarse 1-cloropentano por la acción de cloruro de trimetilsililo (TMSCl) sobre 1-pentanol en presencia de un catalizador, que puede ser dióxido de selenio (SeO2) o dimetilsulfóxido (DMSO). En este último caso el rendimiento alcanza el 97%.
Otra vía de síntesis es haciendo reaccionar el 1-pentanol con cloruro sódico en una disolución de fluoruro de hidrógeno/piridina. La mezcla se agita durante 1 hora, se desactiva añadiendo agua con hielo y el conjunto se extrae con éter dietílico, siendo el rendimiento del 89%.
Igualmente el tratamiento de 1-pentanol con dicloruro de dialquilselenio a 80 °C durante 7 horas produce 1-cloropentano, si bien con un rendimiento de solo el 35%.

## Usos
El 1-cloropentano es un intermediario químico usado, por ejemplo, en la síntesis de hexanonitrilo al reaccionar con cianuro de sodio.
También en la producción de alcanos por reacción con dialquilcupratos de litio o en reacciones de acoplamiento con compuestos de alquilboro (reacción de Suzuki-Miyaura) promovidas por complejos de paladio y níquel.
Otros usos son en la preparación de alquilfosfonatos por reacción de Michaelis-Becker o en alquinilaciones con alquinilcalcio.

## Precauciones
El 1-cloropentano es un compuesto combustible que tiene su punto de inflamabilidad a 11 °C. Al arder puede desprender humos tóxicos conteniendo cloruro de hidrógeno y monóxido de carbono.
Su temperatura de autoignición se alcanza a los 220 °C.
Es una sustancia irritante, tóxica si se ingiere o inhala. Su contacto provoca irritación en piel y ojos.